# تحفيز جنسي
التحفيز الجنسي هو أيُّ تحفيزٍ أو منبهٍ يؤدي بطريقةٍ من الطرق إلى الإثارة الجنسيّة أو يُعزّزها، وقد يؤدي إلى هزة الجماع التي تُعرَف أيضًا بقمّة النشوة الجنسيّة. على الرغمِ من أنَّ الإثارة الجنسية قد تنشأُ دون تحفيزٍ جسدي، فإنَّ بلوغَ النشوة الجنسية يتطلَّب ويستلزمُ عادةً تحفيزًا جنسيًا جسديًا.
غالبًا ما يُشير مصطلحُ «التحفيز الجنسي» في اللغّة العربية كما في أغلبِ اللغات إلى تحفيز الأعضاء التناسليّة، ولكنه قد يشملُ أيضًا تحفيز مناطق أخرى من الجسم، بل قد يشملُ تحفيز الحواس (مثل البصر أو السمع) والتحفيز الذهني (أي عبرَ القراءة أو التخيّل الجنسي). عادةً ما يؤدي التحفيز الكافي للقضيب عند الذكور والبظر عند الإناث إلى ما يُعرف بهزّة الجماع. هناك أنواعٌ عدّة للتحفيزِ الجنسي منها التحفيزُ الذاتي (عبرَ الاستمناء مثلًا) أو التحفيز الجنسي معَ شريك/ة (عبرَ الاتصال الجنسي أو أي نشاط جنسي آخر)، وهناك التحفيز الذاتي الذي يشملُ استعمالَ نوعٍ من الأدوات الجنسيّة فضلًا عن التحفيز الجنسي الذي يشملُ كلّ هذه الأنواع أو بعضها.
جديرٌ بالذكرِ هنا أنّ بعض الأشخاص وللتحكّم في توقيتِ الوصول للنشوة الجنسية يُحاولون تخفيضَ مستوى التحفيز الجنسي حينَ الاقترابِ من بلوغِ النشوة بغرضِ إطالة التجربة الجنسية أو لغرضٍ آخر.

## التحفيز الجسدي

المناطق المثيرة للشهوة الجنسية في جسم الذكر والأنثى.

### التحفيز التناسلي
التحفيز الذاتي والتحفيز المتبادَل
يتكوَّنُ التحفيز التناسلي عادةً من لمسِ الأعضاء التناسلية أو مناطق أخرى مثيرة للشهوة الجنسية. الاستمناء والتدليك الجنسي والجِماع والجنس اليدوي أو حتى ما يُعرَف بالتصبيع هي أنواعٌ من التحفيز الجنسي الجسَدي الذي يشملُ لمسَ الأعضاء التناسليّة بشكل مباشر. عادةً ما تتمُّ أو تحصلُ الإثارة الجنسية في أجزاء الجسمِ هذه بفضلِ الأعصاب الحسَّاسة جدًا التي تحتويها، والتي تُسبّب إطلاق المواد الكيميائية المسبِّبة للمتعة (الإندورفين) التي تعملُ كـ «مكافآتٍ عقليّة» لمتابعة مثل هذا التحفيز. قد يُثار الشخص أيضًا جنسيًا عن طريق لمس أو لعقِ الأعضاء التناسلية لشخص آخر أو أجزاء أخرى من جسمه.
التحفيز عبرَ الألعاب الجنسيّة
إنَّ الغرضَ من الألعاب الجنسيّة هو توفير المتعة والتحفيز، ويُمكن للشخصِ استخدامها بمفرده، مع شريكه أو حتى في جنسٍ جماعي كما هو شائعٌ في بعضِ الدول. يُمكن لهذه الألعاب أو الأدوات الجنسيّة أن تكون مثيرة كما تُوفّر أنواعًا جديدةً من التحفيز للجسم على غِرار ما تفعلهُ الهزَّازات. لقد استُخدَمت الألعاب الجنسية كمصدرٍ للتحفيز الجنسي لآلاف السنين، حيث عُثرَ على قضبان اصطناعيّة يعودُ تاريخها للعصرِ الحجريّ القديم، مصنوعةٌ من الحجر الغريني وبعضها مصقولةٌ شديدة اللّمعان، كما صُنعت قبل فترة زمنيّة طويلة قضبانٌ اصطناعية من روث الإبل مغطاةٌ بمواد صمغيّة. معَ ذلك فالمؤرّخون غير متأكدون مما إذا كانت هذه القضبان الاصطناعيّة قد استُخدمَت خلالَ طقوس دينيّة ما أو للمتعة الشخصية والجنسيّة كما هي عليهِ اليوم. الشيء المعروف والمتأكَّدُ منه لدى المؤرّخين أنّ مثل هذه القضبان الاصطناعيّة كانت تُستخدم في طقوس الخصوبة.
لقد ابتكرَ الإغريق القدماء قضبان اصطناعيّة مغطّات بالجلد أو بأمعاء الحيوانات لإضفاء إحساسٍ طبيعي أكثر، أمّا الرومان فقد ابتكروا قضبان اصطناعية مزدوجة الطرف لاستخدامها مع شريك/ة، في حين صُنعت القضبان الاصطناعية الصينيّة القديمة من البرونز أو معادن أخرى وكان بعضها مجوفًا بغرضِ ملئها بسائلٍ ما في عمليّة مُحاكاةٍ للقذف. تذكر مصادر أنّ السبب وراء ابتكار هكذا قضبان في الصين حينها أنّ الرجال الصينيين الأثرياء غالبًا ما كانت لديهم الكثير من الزوجات فظهرت هذه المصنوعات كنوعٍ من التعويض. على الجانبِ المُقابل فقد كان يُعتقَد في بلاد فارس أنّ دم غشاء البكارة نجسًا، ويجبُ تجنّبه من قبل الأزواج وربما كان هذا سببًا في انتشار الألعاب الجنسيّة وعلى رأسها القضيب الاصطناعي الذي شاعَ في فترةٍ ما بسببِ طقسٍ قديمٍ كان يقضي بأن يقوم «رجلٌ مُقدَّس» في الليلة التي تسبقُ زفاف العرُوس بفضّ غشاء بكارتها عبرَ القضيبِ الاصطناعي لتجنّب «الدم النّجس» ولتأكيد عذريّة العروس.

### التحفيز غير التناسلي
هناك العديد من المناطق التي يُمكن من خلالها تحفيز الشخص جنسيًا بخلافِ الأعضاء التناسلية. يمكن أن توفِّر الحلمات والفخذين والشفتين والرقبة تحفيزًا جنسيًا عند لمسها.
الحلمة
أجرت إحدى الدراسات استبيانًا حول النشاط الجنسي على 301 مشاركة ووجدت أنّ 81.5% من النساء المشارِكات أبلغنَ عن أنّ تحفيز حلماتهنّ يُعزّز من إثارتهنّ الجنسيّة وأنَّ 59.1% منهنّ طلبنَ تحفيز حلماتهنّ أثناء ممارسة الجنس. علاوةً على ذلك فقد أفادَ 51.7% من الرجال أنّ تحفيز حلماتهم يُسبّب لهم نوعًا منَ الإثارة الجنسية، وقالَ 39% منهم أنّ هذه العمليّة أو الحركة الجنسيّة تُعزّز الإثارة الجنسيّة لديهم. وجدت أبحاثٌ أخرى تَستخدمُ التصوير العصبي الذي يُعرَف أيضًا بتقنيّة تصوير أو مسح الدماغ أنّ تحفيز الحلمات عند النساء أدى إلى تنشيط المنطقة التناسلية للقشرة الحسيّة. اقترحَ البحث أنّ تنشيط المنطقة التناسلية للقشرة الحسية سببهُ الهزات الناجِمة أو الناتِجة عن تحفيز الحلمة، بل يُمكن لهذه الأخيرة أن تكون مرتبطةً بشكلٍ مباشرٍ بما يُعرف بـ «منطقة الأعضاء التناسلية في الدماغ». أشارت دراسةٌ أخرى إلى أنّه وحينَ تحفيز الحلمة ينتقلُ الإحساس إلى نفس الجزء من الدماغ الذي تنتقلُ له الأحاسيس الناجمة عن تحفيزِ المهبل والبظر وعنق الرحم. في الواقع فقد يؤدّي تحفيز الحلمةِ إلى حدوث تقلّصات في الرحم، مما ينتجُ عنه إحساسٌ في المنطقة التي تُعرَف باسمِ منطقة الأعضاء التناسلية في الدماغ (بالإنجليزية: The genital area of the brain)‏.
الفخذ
قامَ معهد كاليفورنيا للتكنولوجيا عام 2012 بقياسِ استجابات الدماغ لدى عددٍ من الرجال حيث جرى لمسُ الجزء العُلوي من أفخاذهم أثناء تصويرٍ بالرنين المغناطيسي. كانَ الرجال خلالَ التجربة يُشاهدون إمَّا مقطع فيديو لامرأة تلمسُ فخذهم أو رجلاً يفعلُ ذلك. أبلغَ المشاركون في التجربة عن شعورهم بمزيدٍ من المتعة الجنسيّة عندما اعتقدوا – حسبَ الفيديوهات التي عُرضت لكلّ مشارك – أنّ امرأةً من تتلمَّس أفخاذهم، وقد انعكسَ ذلك فعليًا في فحوصات التصوير بالرنين المغناطيسي حيثُ ارتفَعت الإثارة أو الحِسيّة في القشرة الحسية الجسدية للمشاركين الذين تصوَّروا نساءً تتلمَّس أفخاذهم. أكَّدت التجربة وتجارب أخرى سابقة أنّ الفخذين منطقة يُمكن أن تُسبّب الإثارة الجنسية عند لمسها.
الشّفة
تحتوي الشفاه على عددٍ كبيرٍ من النهايات العصبيّة وتُعتَبر منطقة مثيرة أو مهيّجة للشهوة الجنسية. أفاد مجموعةٌ من الرجال في تجربة بحثيّة أنهم شعروا بمتعة أكبر حينَ جرى تحفيزُ شفاههم مقارنةً بمجموعة مقابلة من النساء خضعت لنفس التجربة. بالإضافةِ إلى تحفيز الشفاه عن طريق اللمس، فيُمكن تحفيز الرجال بصريًا عبرَ نظرهم إلى شفتي امرأة. استخلَصت التجربة البحثيّة أيضًا أنّ الرجال يفضلون النساء ذوات الشفاه الممتلئة لأنها مؤشِّر على الشباب والحيويّة.
الرقَبة
خلصت تجربة بحثيّة أخرى شملت عيّنة من 800 مشارك ومشاركة وشمِلت تصنيفَ 41 جزءًا مختلفًا من الجسم وفقًا لشدتها أو تحفيزها الجنسي على مقياسٍ من 1 إلى 10 (10 هي الأكثر إثارة) إلى أنّ تحفيز الرقبة لدى النساء كان أكثر إثارةً من نظيرهِ لدى الرجال.

### الفروق بين الجنسين في المناطق المثيرة للشهوة الجنسية
يُوضّح هذا الجدول الفروق بين الجنسين في المناطق المثيرة للشهوة الجنسية ويتضمّن المناطق العشرة الأكثر إثارةً لكِلا الجنسين. صُنّف كل جزءٍ من أجزاء الجسم العشرة في تقييمٍ من أصلِ عشرة لتوضيحِ مدى الإثارة عند لمسه. التصنيفُ في الجدول مُقسَّمٌ إلى قسمينِ: واحدٌ يخصُّ الذكر وآخرٌ يخصُّ الأنثى والتصنيفُ ترتيبي من الأكثر إثارة (القريب من عشرة) إلى الأقلّ. هناك مناطق مكرَّرة ما بين الجنسينِ على غِرار الشفاه والآذان وهناك مناطق متقابلة على غِرار القضيب والبظر.
| الإناث     | الإناث  | الإناث            | الذكور        | الذكور  | الذكور            |
|            | التقييم | الانحراف المعياري |               | التقييم | الانحراف المعياري |
| ---------- | ------- | ----------------- | ------------- | ------- | ----------------- |
| البظر      | 9.17    | 2.12              | القضيب        | 9.00    | 2.50              |
| المهبل     | 8.40    | 2.35              | الشّفتان       | 7.03    | 2.68              |
| الشّفتان    | 7.91    | 2.27              | الصفن         | 6.50    | 3.72              |
| الرقبة     | 7.51    | 2.70              | أعلى الفخذ    | 5.84    | 3.39              |
| الثديين    | 7.35    | 2.73              | القفا         | 5.65    | 3.50              |
| الحلمتين   | 7.35    | 3.15              | الحلمتين      | 4.89    | 3.79              |
| أعلى الفخذ | 6.70    | 2.99              | عجان          | 4.81    | 4.10              |
| الرقبة     | 6.20    | 3.15              | خط شعر العانة | 4.80    | 3.82              |
| الأذنين    | 5.06    | 3.40              | الرقبة        | 4.53    | 3.42              |
| أسفل الظهر | 4.73    | 3.38              | الأذنين       | 4.30    | 3.50              |

### نظريّة نقل الإثارة
تنصُّ النظريّة التي تُعرف باسمِ نظرية نقل الإثارة (بالإنجليزية: Excitation-transfer theory)‏ على أن الإثارة الموجودة في الجسم يُمكن أن تتحوَّل إلى نوعٍ آخرٍ من الإثارة، فعلى سبيل المثالِ لا الحصر يُمكن في بعض الأحيان تحفيز الأشخاص جنسيًا من خلالِ الإثارة المتبقيّة الناتجة عن شيءٍ مثل التمارين الرياضيّة وتحويلها – أي إثارة التمارين – إلى نوع آخر من الإثارة مثل الإثارة الجنسيّة. أجرى عددٌ من الشاركين في دراسة بحثيّة بعض التمارين البدنيّة وفي مراحل مختلفة من الراحة والتعافي كان عليهم مشاهدة فيلمٍ مثيرٍ وتقييم نسبة أو مدى الإثارة التي شعروا بها. وجدت الدراسة أنّ المشاركين الذين لم يتعافوا أو يرتاحوا بشكل كامل بعد ممارسة التمارين الرياضيّة صنّفوا الفيلم على أنه أكثر إثارة من أولئك الذين تعافوا تمامًا بعدَ التمرين، وهو ما يعني – بحسبِ الدراسة – أنّ الإثارة المتبقية من التمرين تحوَّلت إلى إثارة جنسية دون أيِّ تحفيزٍ خارجي.

## التحفيز غير الجسدي
إنَّ الاستجابة الجنسية للإنسان هي مزيجٌ ديناميكي من العمليات المعرفية والعاطفية والفسيولوجية، ففي حين أنّ أكثر أشكال التحفيز الجنسي شيوعًا التي نُوقِشت هي الخيال الجنسي الذي يتماشى في الوقتِ نفسه مع لمسٍ لمناطق معيّنة في الذات وكذلك التحفيز الجسدي للأعضاء التناسلية والمناطق الأخرى المثيرة للشهوة الجنسية، فهناك طرقٌ أخرى من طرقِ التحفيز غير الجسدي – وُصفت في عددٍ من المجلّات والبحوث بالطرقِ البديلة – يُمكن عبرها الوصول لنوعٍ من الإثارة أو التحفيز الجنسي على غِرار الطرق البصريّة والشميّة وحتى السمعيّة.

### التحفيز البصري
ربما يكون التحفيزُ الجنسي البصري هو الشكل الأكثر شيوعًا في موضوعِ التحفيز الجنسي غير الملموس، ومن الأمثلة الواضحة على ذلك ما يُعرف بشهوة التلصُّص أو التلصُّصية وهي ممارسةٌ يُشاهد فيها الفرد سرًا فردًا آخر خلالَ خلعهِ ملابسه أو وهو ينخرطُ في سلوكٍ جنسي ما. تُعتبر شهوة التلصّص من الناحيّة الاجتماعية وحتى التاريخيّة شكلًا غير مقبولٍ من «الانحراف الجنسي» (أو الشذوذ الجنسي)، إلا أنّ هذه الشهوة تُسلِّط الضوء على ميلِ الإنسان لإيجاد التحفيز الجنسي من خلال طرق بصريّة بحتة بعيدًا عن الطرق الجسديّة التي تتضمّنُ لمسًا أو لعقًا وغير ذلك للمناطق المثيرة. إن صناعة المواد الإباحيّة التي تُقدَّر بمليارات الدولارات هي مثالٌ آخر على الإثارة أو التحفيز الجنسي البصري. هناكَ افتراضٌ شائعٌ في أغلبِ المجتمعات وحتى في وسائل الإعلام يقضي بأنّ الرجال يستجيبون للمثيرات الجنسيّة المرئيّة بقوة أكبر مقارنةً باستجابةِ النساء لنفس هذه المؤثرات، وربما يكون أفضلُ مثالٍ على ذلك هو فرضية عالِم الجنس الأمريكي ألفريد كينسي القائلة بأنّ الرجال أكثر عرضةً للإثارة الجنسية من خلالِ التحفيز البصري من النساء،، وهو ما يُفسّر «النظرة الذكوريّة» التي تُهيمن على صناعة المواد الإباحية.
يُمكن في الواقعِ إثارةُ كلا الجنسين جنسيًا عبرَ التحفيز البصري فحسب، ففي دراسة بحثيّة أخرى جرى فيها اختبار التحفيز البصري من خلالِ فيديو مثير، وعلى الرغمِ من أن الاستثارة الجنسيّة كانت أعلى بشكلٍ ملحوظٍ في مجموعة الذكور، إلا أنّ مجموعة الإناث أبلغت هي الأخرى عن استثارتها الجنسيّة. لقد أظهرت ردودُ الجنسين الفسيولوجيّة على الفيديو خصائص الإثارة الجنسيّة – عبرَ هذا النوع من الإثارة – مثلَ خاصيّة زيادة إفراز الأدرينالين في البول. أظهرت دراسة لاحقة بحثت في الإثارة الذكرية أن الرجال كانوا قادرين على تحقيق انتصابٍ كامل عبرَ التحفيز البصري فقط من خلال مشاهدةِ فيلمٍ مثير.
وجدت الدراساتُ التي تَستخدم التحفيز البصري كوسيلة للتحفيز الجنسي أنّ الاستثارة الجنسية مرتبطة في الغالب بتنشيطٍ في الجهاز النطاقي وفي القشرة المخيّة، جنبًا إلى جنبٍ مع تعطيلٍ في أجزاء عديدة من الفصّ الصدغي (أو القشرة الصدغيّة). جديرٌ بالذكرِ هنا أنّ هذه المناطق هي نفسها التي يجري تنشيطها أثناءَ التحفيز الجنسي الجسدي، مما يُبرز ويُؤكّد على مدى قوة التحفيز البصري كوسيلة للإثارة الجنسية.

### التحفيز الشمي
تُعتبر حاسة الشمّ من بينِ الحاسّات الضرورية للسلوك الجنسي البشري، فقد وَجدت إحدى الدراسات التي تبحثُ في التحفيز الجنسي الشمّي أن الرجال يختبرونَ نوعًا من الإثارة الجنسيّة عند شمِّ رائحة عطرٍ أنثوي. قامَ المشاركون في هذه الدراسة البحثيّة بتقييمِ تحفيزهم الجنسي (أو إثارتهم الجنسيّة) بعد شمِّ رائحة عطرٍ ما، وخضعوا في الوقتِ نفسه لتصويرٍ بالرنين المغناطيسي الوظيفي. أظهرت النتائج أنَّ التحفيز الشمي عبرَ عطر المرأة ينتجُ عنه تنشيط مناطق معيّنة في الدماغ مرتبطة بالإثارة الجنسيّة لدى الرجال. وجدت دراسةٌ أخرى أنّ الرجال المثليين أظهروا تنشيطًا مماثلًا لما تحت المهاد (أو الوِطاء) عند شمّ رائحةٍ مشتقةٍ من هرمون التستوستيرون الموجود في عرق الذكور، مما يُشير إلى أنّ التوجّه الجنسي يلعب دورًا في كيفية تجربة البشر للتحفيز الجنسي الشمّي.
يُمكن أن يُساعد ما يُعرَف بالتحليلِ التطوّري للفروق بين الجنسين في استراتيجيات الإنجاب في تفسير أهمية الرائحة في الإثارة الجنسية نظرًا لارتباطها بالملفّ المناعي وحيويّة النسل، وذلك لأن الإشارات الشمّية قد تكون قادرةً على إطلاق آلية تُجنّب زنا المحارم من خلال عكسِ أجزاء من المُعدَّات الوراثيّة للفرد. صنَّف الذكور في إحدى الدراسات المعلومات المرئيّة والشمية على أنها مهمّة عندَ اختيارِ الحبيبة أو الشريكة، بينما اعتبرَت الإناث أنّ المعلومات الشمية هي المتغيّر الوحيد الأكثر أهمية في اختيار الشريك. بالإضافة إلى ذلك وعندَ التفكير في النشاط الجنسي الفعليّ، فقد حددت الإناث في هذه الدراسة رائحة الجسم – من بينِ جميع التجارب الحسيّة الأخرى – باعتبارها الأكثر قدرة على التأثير سلبًا أو إيجابًا على رغبتها في ممارسة الحبّ.

### التحفيز السمعي
قد تعملُ المنشّطات أو المحفّزات السمعيّة أيضًا على تكثيفِ الإثارة الجنسية وربما تكثيفِ المتعة. إنّ إصدار نوعٍ من الأصوات أثناءَ الانخراطِ في نشاطٍ جنسي أمرٌ شائعٌ ومنتشرٌ بينَ الرئيسيات والبشر، وتشملُ هذه النوعيّة من الأصوات التنهدات والأنين وصوت الشهيق والزفير العالي وكذلك الزيادة في معدل التنّفس بل وحتى الصراخ أحيانًا عند بلوغِ قمّة النشوة الجنسيّة. تُعتبَر بعضُ هذه الأصوات أو كلّها مثيرة للغاية للرجال والنساء، وتعملُ كمعزّزات قويّة للإثارة الجنسيّة ما يخلقُ تأثيرًا إيجابيًا قويًا في ردود الفعل. من المرجح أنّ هذه الأصوات – التي تدخلُ ضمن إطار المحفّزات السمعية – تُحفّز بطريقةٍ من الطُرق الشريكينِ عند الانخراطِ في نشاطٍ جنسيّ فعلي.
حتى في حالةِ عدم اقترانها باللمس الفعليّ، فمنَ الممكن أن تكون الأصوات شديدة الإثارة الجنسيّة. تَستخدم المواد والألعاب الجنسيّة المنتَجة بشكل أساسي للسوق الذكوري مثل هذه الأصوات، بل إنّه وفي وقتٍ مبكرٍ من عشرينيات وثلاثينيات القرن العشرين، تحوَّلت عددٌ من أنواعِ الطَّرَب بما في ذلك الصاخبِ منها للطربِ الهادئ المنخفض من أجلِ خلقِ تأثيرٍ مثير. الأمر لم يقتصر على هذا التحوّل فحسب بل قامَ موسيقيون وموسيقيات كانوا يتخصَّصونَ في الفنّ المسرحي الذي يُعرف باسمِ الفودفيل (بالفرنسية: Vaudeville)‏ بدمجِ الأصوات الجنسية مع أصواتهم حين سردِ كلمات الأغاني. حتى الموسيقى المعاصرة مثلَ أغنيّة «Orgasm» للموسيقي برنس أو أغنيّة «You Sure Love to Ball» للمغنّي الأمريكي مارفين جاي تتضمّن أصوات نساءٍ خلال بلوغِ قمّة النشوة الجنسيّة. أظهرت بعضُ الأبحاث أنّ الموسيقى هي الأخرى تدخلُ ضمن إطارِ المنبهات الجنسية السمعيّة، ففي إحدى دراسات تحفيز المزاج، أدى التعرُّض لموسيقى معيّنة إلى حدوثِ نوعٍ من الانتصابِ للقضيب ونوعٍ من الإثارة الجنسيّة الذاتية للرجال أيضًا. لم تُظهر النساء في تجربةٍ مماثلةٍ استجاباتٍ فسيولوجيّةٍ كبيرةٍ لأنواع معينة من الموسيقى ولكنهنَّ أبلغنَ عن مستويات أعلى نوعًا ما فيما يخصُّ إثارتهنّ الجنسية. نظرت دراساتٌ أخرى في العلاقة بين التحفيز السمعي وتجربة المتعة الجنسية، ففي حين عُثرَ على أعلى مستويات الاستثارة الفسيولوجيّة والذاتية حين اختبارِ المنبهات أو المحفّزات البصريّة (على غِرار مشاهدة أفلام مثيرة)، وُجدَ أنّ النص المنطوق هو الآخر يُحفّز الإثارة الجنسية لدى الرجال، مما يدلُّ على أنّ الأصوات هي الأخرى وسيلةٌ من وسائلِ التحفيز الجنسي.

## التحفيز الذهني
تشملُ الإثارة الجنسية المشاعر والرغبات، فضلًا عن التغيّرات الفسيولوجيّة. يُمكن استنباط هذه المكوِّنات ليس فقط من خلال التحفيز الجسدي ولكن أيضًا من خلال التحفيز الذهني على غِرار الخيال الجنسي والأدب المثير والأحلام وحتى تقمّص الأدوار في الخيال.

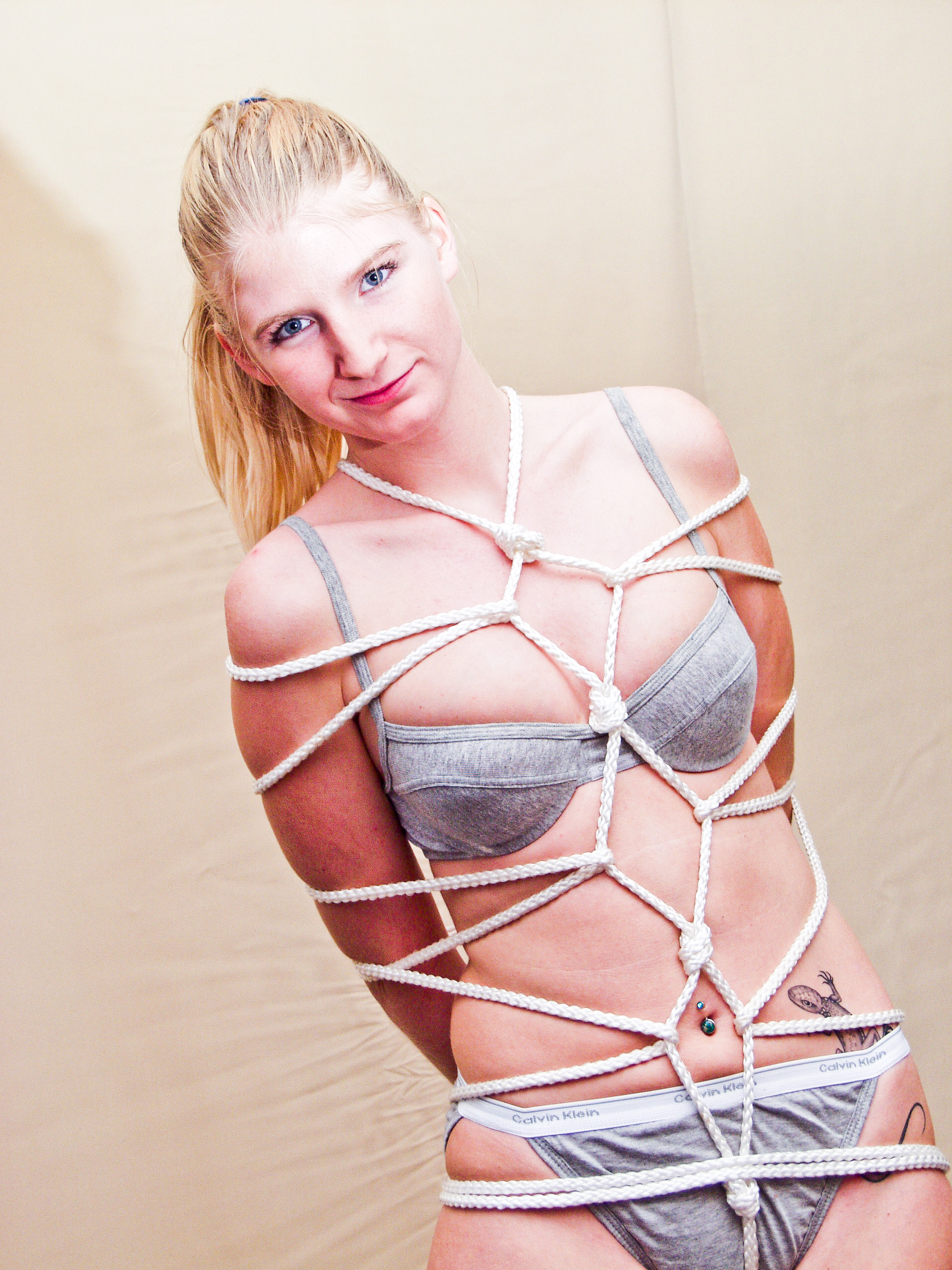
يُمكن أن يكون ما يُعرف بالتربيط خيالًا جنسيًا وغالبًا ما يمارسها المشاركون أو المُعجَبون بالبي دي إس إم.

### الخيال الجنسي
الخيال الجنسي هو شكلٌ من أشكالِ التحفيز الجنسي الذهني (أو العقلي) الذي ينخرطُ فيه كثيرٌ من الناس. إنّه المكان الذي يتخيَّلُ فيه الشخص تجربة جنسية أثناء استيقاظه. ليس للخيال حدودٌ كما أنّ القيود الاجتماعيّة – تلك التي وضعها المجتمَع – أقلّ بكثير مما هي عليهِ في الحياة الحقيقيّة. يمنحُ الخيال النّاس مزيدًا من الحريّة في التفكيرِ في أشياء لا يُمكنهم بالضرورة تجربتها في الحياة الواقعية بحيثُ يتراوحَ ما بين تخيّل الدخول في نشاط جنسي مع شخصيّة ما إلى تخيل تجربة جنسية مع مخلوق أسطوري وغير ذلك مما يُمكن للعقلِ غير المحدود تخيّله. تتضمَّنُ الخيالات الجنسيّة الشائعة تخيّل الدخول في نشاطٍ جنسي مثل المضاجعة مع شريكةٍ يُحبّها المتخيِّل أو منجذبٌ لها، أو إعادة تخيّل تجارب سابقة والتعديل عليها وحتى تخيّل تجربة جنسيّة مع عدّة شريكات أو شركاء حسب جنس المتخيِّل ورغباته. يُمكن أن تتمحور التخيّلات في بعضِ الأحيان حول أشياء لا يُمكن فعلها في الحياة الواقعيّة كونها من المحرَّمات أو التابوهات أو لاعتبارها ضمنَ الأنشطة غير القانونية في المكانِ الذي يُقيم فيه المتخيِّل، مثل إجبار شخصٍ ما على ممارسة الجنس فيما يُشبه المضاجَعة بالإكراه (أو العكس) أو حتى تخيّل ممارسة الجنس مع صبي أو فتاة دون السنّ القانونيّة.
يُعتبر الخيالُ الجنسي مفيدًا للباحثين فهو يجعلُ الاختلافات بين تفضيلات الذكور والإناث أكثر وضوحًا مقارنةً بدراسات السلوك، كون الأخيرة تحكمها عددٌ من العواملِ التي قد تؤثّر في نتائج الدراسة بينما العوامل التي تحكمُ التخيّل أقل ويسهلُ نوعًا ما ضبطها أو حصرها. رجَّحت عددٌ من الدراسات أنّ ما يُعرف بالتأثير الثقافي ربما هو السبب في الفرقِ في التخيلات الجنسية بين الرجال والنساء، ومع ذلك فلا تزال هناك اختلافاتٌ أخرى بين الجنسين في مسألة التخيّلات لم تُنسب للتأثير الاجتماعي في تفسيرِ سببها. من المرجّح أن يتخيل الرجال دورًا مهيمنًا أو نشطًا أكثر، بينما من المرجّح أن تتخيّل النساء دورًا جانبيًا أو أقلّ نشاطًا على الأقل مقارنةً بما يتخيّله الرجل. تتمتعُ خيالات النساء بقدرٍ أكبر من المودة والالتزام، بينما يميلُ الرجال أكثر إلى التخيّل بالاعتمادِ على الصور المرئيّة التي ربما سبق وأن رآها سابقًا وغيرِ ذلك من التفاصيل. يأتي تفسيرُ هذا الاختلاف من المنظور التطوري، فلدى النساء حد أعلى مما يُعرف بـ «الاستثمار العائلي» مقارنةً بالرجال، حيث أنَّ المرأة تحملُ 9 أشهر قبل الولادة وتكون الراعية الرئيسيّة للمولود بعد الإنجاب، وبالتالي فالنساء أكثر التزامًا – حتى في خيالاتهنّ – مقارنةً بالرجال.
يُمكن أن يكون للتخيّلات الجنسيّة فوائد مثل زيادة الإثارة بشكل أكبر مقارنةً بباقي أنواع الخيال (قراءة الأدب الجنسي على سبيلِ المثال) وحتى زيادة الرغبة الجنسيّة. الأفراد الذين يكشفون عن تخيلاتهم الجنسية لشركائهم لديهم أيضًا إشباعٌ جنسي أعلى، ومع ذلك فإنّ استعداد الناس للانفتاحِ على شركائهم فيما يخصُ مسألة الإفصاح عن التخيّلات يعتمدُ بشكل عامٍ على نوعيّة وطبيعة تلكَ التخيّلات. التأثير الأكثر سلبية للخيال الجنسي هو أنه مرتبطٌ بالجرائم الجنسية، وبحسبَ دراسة بحثيّة فإنّ لدى عددٍ من مرتكبي الجرائم الجنسية تخيّلات مسبقَة تتعلق بجرائمهم قبل الإقدام عليها. مع ذلك فإنّ مثل هذه الخيالات التي يتخيّلها مرتكبو الجرائم شائعة أيضًا بين أولئك الذين لم يُشاركوا في عمل إجرامي من قبل، وعليه فربما طبيعة الشخص من هي من تتحكّم في جعل خيالاته واقعًا – حتى لو كانت جرائم – وليس الخيالات من تتحكَّم في تصرفات المعنيّ، وبالتالي فلا يُمكن الاعتماد على الخيال وحده كعلامةٍ على أنَّ شخصًا ما سيُصبح مجرمًا.

### الاحتلام
يحدثُ الاحتلام عندما يقذف الرجل منيّه أو تخرجُ إفرازات من النساء أثناء النوم، وتُوصَف هذه الظاهرة في المراجِع والمصادر الغربيّة باسمِ هزّات الجِماع الليليّة (بالإنجليزية: Nocturnal Orgasms)‏. يحدثُ الاحتلام خلال مرحلة نومٍ تُعرف باسمِ مرحلة نوم حركة العين السريعة، وهي المرحلة الرئيسيّة التي يحلمُ فيها الإنسان خلالَ نومه. يدلُّ الاحتلام على أنّ الأحلام الجنسية وحدها كافية لتحفيزِ الرجال، فهي تجعلُ قضيب الرجلٍ منتصبًا طوالَ جميع مراحل نومِ حركة العين السريعة إلى أن ينتهي بالقذف. بحسبِ بياناتٍ جُمعت في تجربة بحثيّة فإنّ ما يصلُ إلى 22% من النساء قد يختبرنَ الوصول لقمّة النشوة الجنسيّة – التي تنتهي بنزول تلك الإفرازات – أثناء النوم، وتُعتبر ظاهرة الاحتِلام أكثر شيوعًا لدى طلاب وطالبات الجامعة في سنوات الدراسة العليا من الطالبات والطلابِ الأصغر سنًا.

### لعب الأدوار الجنسية
يُقصَد بتقمّص الشخصيات في نشاط جنسي معيّن حينما يُمثّل أحدهم دورًا لشخصيّة ما ضمنَ سيناريو محدَّد بما يُحفّز المتقمِّص جنسيًا أو شريكه. يُمكن أن يشملَ تقمّص الشخصيات الخيال و‌الفتيشيّة مثلَ الهيمنة (السادية) أو الخضوع (الماسوشيّة أو المازوخيّة) وغير ذلك. يُمكن أيضًا ممارسة تقمّص الشخصيات عبر الإنترنت من خلالِ تظاهر المتقمِّص بأنّه شخصية ما غير شخصيّته الجنسية في الواقع، وعليه فتقمّص الشخصيات – ويُعرَف في بعض المصادر بلعبِ الأدوار الجنسيّة – هو شكلٌ من أشكال التحفيز الذهني الذي يُمكن الانخراط فيه مع شخص آخر دون حضوره جسديًا. يجدُ العديد من المراهقين والمراهقات لعب الأدوار أو تقمّص الشخصيات عبر الإنترنت ممتعًا ومثيرًا.
يُمكن أن يشتملَ لعب الأدوار أيضًا على أدب المعجبين الجنسي، حيث تتمُّ كتابة سيناريوهات جديدة لشخصياتٍ من قصص مشهورة في مشاهد جنسيّة رغمَ أنها لم تنخرط معًا في علاقة رومانسيّة أو جنسيّة في القصّة الأصليّة. ظهرَ ضمنَ أدب المعجبين أو الهواة نوعٌ جديدٌ من هذا الأدب حيث تُشارك شخصياتٌ من نفس الجنس (في الأصل ذكر - ذكر) في أنشطة رومانسية أو جنسية. يسمحُ الخيال الجنسي للناس بحريّة مشاركة الأشياء المحفّزة والتي يُمكن أن تكون في بعض الأحيان محظورة اجتماعيًا حسبَ ثقافة البلد.